# Joginiya-1
Joginiya-1 (en népalais : जोगिनियाँ-१) est un comité de développement villageois du Népal situé dans le district de Saptari. Au recensement de 2011, il comptait 4 442 habitants.